# Мемуаристика
Мемуаристика (фр. mimoires — спогади) — спеціальна історична дисципліна, яка вивчає твори особового (особистого) походження, зафіксовані писемно, класифікацію споминів, достовірність поданої в них інформації. До жанру мемуарів відносять авторські щоденники, записники, нотатки, власне спогади, літописи, некрологи. Для них є характерними егоцентричність та концентрація уваги автора на своїй особі, більшість мемуарів побутує в рукописному вигляді.
До найдавніших творів української мемуаристики належать «Повість минулих літ» Нестора Літописця, автобіографія князя Володимира Мономаха в «Повчанні дітям», «Житіє і хождєніє Даніла Рускія земли ігумена». З XVI — XVII ст. до нас дійшли твори іноземців, які відвідали Україну, серед них щоденник Еріха Лясоти, «Опис України» Ґійома Левассер де Боплана.
Російський вчений М. Чечулін вважав що метою дослідження мемуарів є не лише знання минулих подій, а й розуміння історичного процесу, оскільки кожному поколінню властива своя логіка мислення.

## Завданнями мемуаристики
- Розшук, наукова атрибуція та видання неопублікованих мемуарів.
- Створення зводу опублікованих і неопублікованих спогадів із зазначенням місця їх зберігання.
- Джерелознавчий аналіз текстів та оцінка записаної в них інформації.